# Johannes Houwing
Johannes Fredericus Houwing (Blokzijl, 17 april 1857 - Doorn, 10 maart 1921) was een Nederlands jurist en hoogleraar aan de Universiteit van Amsterdam.
Houwing werd geboren te Blokzijl als zoon van predikant Wesselius Marcus Houwing (later een liberaal Tweede Kamerlid) en diens echtgenote Berendina Lampe. Het gezin verhuisde later naar het Drentse Havelte en Houwing volgde het gymnasium te Assen, waar hij in 1876 eindexamen deed. Dat jaar begon hij aan een studie klassieke talen aan de Universiteit Leiden, die hij op 23 juni 1883 afrondde met een promotie op het proefschrift De Romanorum legibus sumptuariis. Na zijn promotie in de klassieken studeerde hij rechten; op 23 juni 1888 (exact vijf jaar na zijn vorige promotie) sloot hij die studie af met een promotie op Dwaling bij overeenkomst naar Nederlandsch recht; promotor was R.T.H.P.L.A. van Boneval Faure. Naderhand was hij nog enige jaren repetitor te Leiden en vestigde hij zich daar ook als advocaat.
In 1891 werd hij ambtenaar van het Openbaar Ministerie bij het kantongerecht Hoorn en in 1893 rechter bij de rechtbank Amsterdam. In 1895 verliet hij de rechterlijke macht voor een benoeming tot hoogleraar in het burgerlijk recht aan de Universiteit van Amsterdam, die hij op 14 oktober van dat jaar aanvaardde met de oratie Wet en rechter. In het academisch jaar 1905–1906 was hij rector magnificus van de UvA; hij sprak in die hoedanigheid op 8 januari 1906 de diesrede De maatschappelijke beteekenis van het burgerlijk proces uit. Hij stond bekend als een begenadigd docent, die het onderwijs geven zeer goed viel. Naast zijn werk als hoogleraar was hij ook lid van de Provinciale Staten van Noord-Holland en rechter-plaatsvervanger bij de Rechtbank Amsterdam. Ook was hij voorzitter van de Maatschappij tot Nut van 't Algemeen en redacteur van het Weekblad voor Privaatrecht, Notaris-ambt en Registratie'.
In 1910 legde Houwing zijn ambt van hoogleraar neer vanwege een ernstige keelaandoening; hij werd als hoogleraar burgerlijk recht opgevolgd door zijn promotus Paul Scholten (1875-1946). Hij verhuisde naar Doorn, waar hij tot zijn dood in 1921 woonde en nog enige belangrijke artikelen schreef. Zijn belangrijkste geschriften werden na zijn dood door Scholten uitgegeven onder de titel Rechtskundige opstellen (Haarlem: Erven F. Bohn, 1921).
Houwing was de promotor van enkele van de grootste Nederlandse juristen van de twintigste eeuw, onder wie Eduard Meijers (Dogmatische rechtswetenschap, 1903), Paul Scholten (Schadevergoeding buiten overeenkomst en onrechtmatige daad, 1899) en Julius Christiaan van Oven (De bezitsbescherming en haar functies, 1905). Zijn zoon Philip Houwing (1897-1985) was eveneens jurist; hij werd hoogleraar aan de Erasmus Universiteit Rotterdam en raadsheer in de Hoge Raad der Nederlanden.